# Emulación (preservación digital)
El emulador es capaz de reproducir el comportamiento de una determinada plataforma de hardware y software. Es especialmente apto para objetos digitales dinámicos e interactivos. 

## Definición
La emulación convierte el entorno para que pueda leer el documento en su estado original.
Muchos softwares son antiguos que con el paso del tiempo se convierten en obsoletos ya que no existen versiones de soportes y es necesario realizar un nuevo software que pueda leer este tipos de soportes y así preservar este tipo de documentos. 
La emulación consiste en construir un software nuevo que traducirá los códigos e instrucciones desde el entorno informativo antiguo para que se ejecute correctamente en el nuevo.
Aun así, los emuladores no son perfectos ya que ningún emulador actual igual que el elemento emulado.
Existen dos variantes en la emulación:
- La emulación de hardware: disponen de software y datos que solo funcionan en un hardware antiguo que ya no funcionan o no existe. Un claro ejemplo serían aquellos programas que solo pueden funcionar en un ordenador PC AT. El programa emulador simula el funcionamiento del ordenador antiguo.
- La emulación de software: el software original ha dejado de existir o no funciona con los ordenadores actuales, con lo cual el software emulador simula su funcionamiento, permitiendo acceder a los datos archivados.

La emulación no está tan experimentada ya que pocos informáticos saben crear uno, porque se requiere unos conocimientos informáticos muy avanzados, tienen que entender la funcionalidad del sistema original y programar los sistemas actuales para que la reproduzcan.

## Preservación
Existen muchos programas que no pueden ser ejecutados en los nuevos sistemas operativos ya que no han sido actualizados los códigos del software. Existen muchos tipos de documentos o programas que pueden quedarse en el olvido, un claro ejemplo son los videojuegos antiguos. 
Los partidarios de la emulación creen que esta estrategia ofrece la mejor solución para preservar recursos digitales más complejos ya que es la única que garantiza la recuperación del documento original, sin alteración como las inevitables que ocurren en la migración. 
De esta manera, los futuros usuarios pueden ver y experimentar el recurso tal y cómo era cuando se creó el programa.

## De la teoría a la práctica
Varios investigadores, entre ellos Jeff Rothenberg, consideran que la migración de formatos no es un método sostenible a largo plazo y aplicable a grandes cantidades de datos porque los costes y los riegos técnicos son altos. Estos investigadores ven una solución más eficiente que se trata de la emulación.
El autor Jeff Rothenberg del informe Avoiding technological quicksand en el año 1995 (Cómo evitar las arenas movedizas tecnológicas), el primer proponente de esta estrategia, argumentaba que en teoría la emulación era la única manera capaz de garantizar la conservación de los datos junto con sus elementos esenciales, en lo que se refiere tanto a su apariencia como a su funcionalidad.
El proyecto NEDLIB eligió la emulación para desarrollar el prototipo de una biblioteca europea virtual de depósito de material digital. El desarrollo del emulador se le encargó al propio Rothenberg. Los resultados de este proyecto contribuyeron al diseño e implantación del sistema actual empleado por la biblioteca nacional holandesa. Según las conclusiones de NEDLIB, aún faltaban experiencias reales para comprobar el funcionamiento de la emulación en la práctica. 
- Según Rothenberg falta desarrollar un sistema operacional (Rothenberg, 2000, p. 69):[1]

- Desarrollar técnicas de especificaciones que puedan describir todos los atributos pertinentes de las plataformas informáticas, con suficiente detalle para que puedan ser emuladas en sistemas del futuro.
- Desarrollar técnicas para el alojamiento, con un mínimo de esfuerzo, de estos emuladores en cualquier plataforma del futuro.
- Seguir retocando los metadatos necesarios para describir los documentos digitales y para enlazarlos con el conjunto de software y el hardware emulado que les permitirá acceder en el futuro.
- Asegurar que las descripciones podrán mantenerse en formato legible a largo plazo.
- Seguir identificando y retocando los criterios de autenticidad y las pruebas que validan los recursos digitales de varios tipos, y así ofrecer un mecanismo para evaluar el éxito de la preservación basada en la emulación

En diferentes instituciones se están probando emuladores de distintos tipos de ordenadores que son de los años 70 y 80, con el objetivo de disponer unos procedimientos que permitan la recuperación de los contenidos creados en estos años. 

## Ventajas y desventajas
Ventajas:
Los emuladores son capaces de reproducir un documento original, incluyendo el look-and-feel. Por lo tanto, no requiere un seguimiento continuo del formato del recurso. Y ofrece una solución para recursos digitales complejos, ya que no hay que controlar cada tipo de formato y funcionalidad que contengan.
Desventajas:
Una de las grandes desventajas son los costes que conlleva. Al realizar un software para que funcione el software antiguo, en un determinado tiempo se convierte obsoleto y habrá que desarrollar otro software, por lo tanto los costes se dispararán. Los futuros informáticos puede que no estén a predisposición para crear nuevos emuladores. Si no se actualizan los emuladores cuando haya un cambio significativo de sistemas pues se perdería el programa. Los informáticos consideran que la programación de emuladores es compleja y se necesita conocimientos especializados, con lo cual representa un coste elevado.
Los únicos que pueden costear los emuladores son las grandes bibliotecas o centros de investigación con grandes recursos.

## Tipos de emulación
- Emuladores que dan a los fabricantes de teléfonos móviles para que puedan desarrollar programas en el ordenador sin necesidad de depender la pantalla pequeña y del teclado del teléfono móvil.
- Emuladores que simulan desde un ordenador en funcionamiento de las antiguas máquinas recreativas o de juegos actuales. Aunque el emulador sea legal, la mayoría de los juegos que incorporan dentro del emulador son ilegales.

De momento los emuladores de software no están siendo desarrollados puesto que han dado la prioridad a la emulación de hardware antiguo. Existe otra solución que los programas actúan como multivisores y permiten visualizar pero sin editar los contenidos de formatos obsoletos, el programa Quick View Plus es un programa multivisor.

## Ejemplos de emuladores
- KEEP: Keeping Emulation Environments Portable Desarrollo de servicios de emulación para la visualización y representación de objetos digitales:

- Dioscuri: emulador de la arquitectura x86 de los años 80, que fue creado por la biblioteca nacional de los Países Bajos. Ahora están trabajando en crear un emulador a distancia (sin necesidad de instalar en un entorno local).
- Emulation Framework: un metaemulador.
- MAME: es capaz de emular máquinas recreativas y videojuegos
- MESS: es una transformación de MAME especializada en la emulación de microordenadores de todas las épocas y fabricantes.
- Cyberstella: emulador de videoconsola Atari 2600
- zSINES: emulador de la videoconsola Super Nintendo